# Saint-Edmond
Saint-Edmond település Franciaországban, Saône-et-Loire megyében. Lakosainak száma 426 fő (2022. január 1.). Saint-Edmond Ligny-en-Brionnais, Saint-Denis-de-Cabanne, Saint-Bonnet-de-Cray, Saint-Martin-de-Lixy és Saint-Maurice-lès-Châteauneuf községekkel határos.

## Népesség
A település népessége az elmúlt években az alábbi módon változott:
| Lakosok száma | 367  | 372  | 397  | 404  | 420  | 428  | 432  | 439  | 426  |
|               | 2013 | 2015 | 2016 | 2017 | 2018 | 2019 | 2020 | 2021 | 2022 |